# Anhydrophryne
Anhydrophryne é um gênero de anfíbios da família Pyxicephalidae.
As seguintes espécies são reconhecidas:
- Anhydrophryne hewitti (FitzSimons, 1947)
- Anhydrophryne ngongoniensis (Bishop & Passmore, 1993)
- Anhydrophryne rattrayi Hewitt, 1919